# Осада Луисбурга (1745)

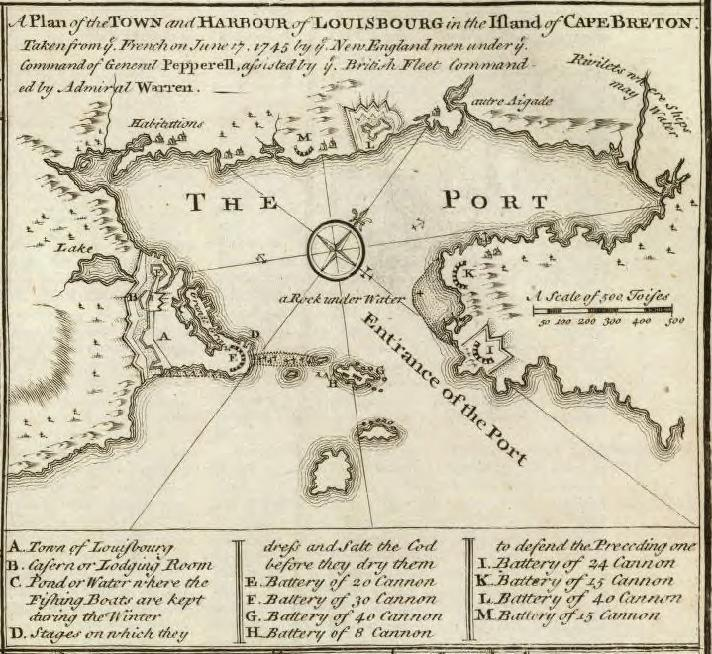
Карта осады Луисбурга

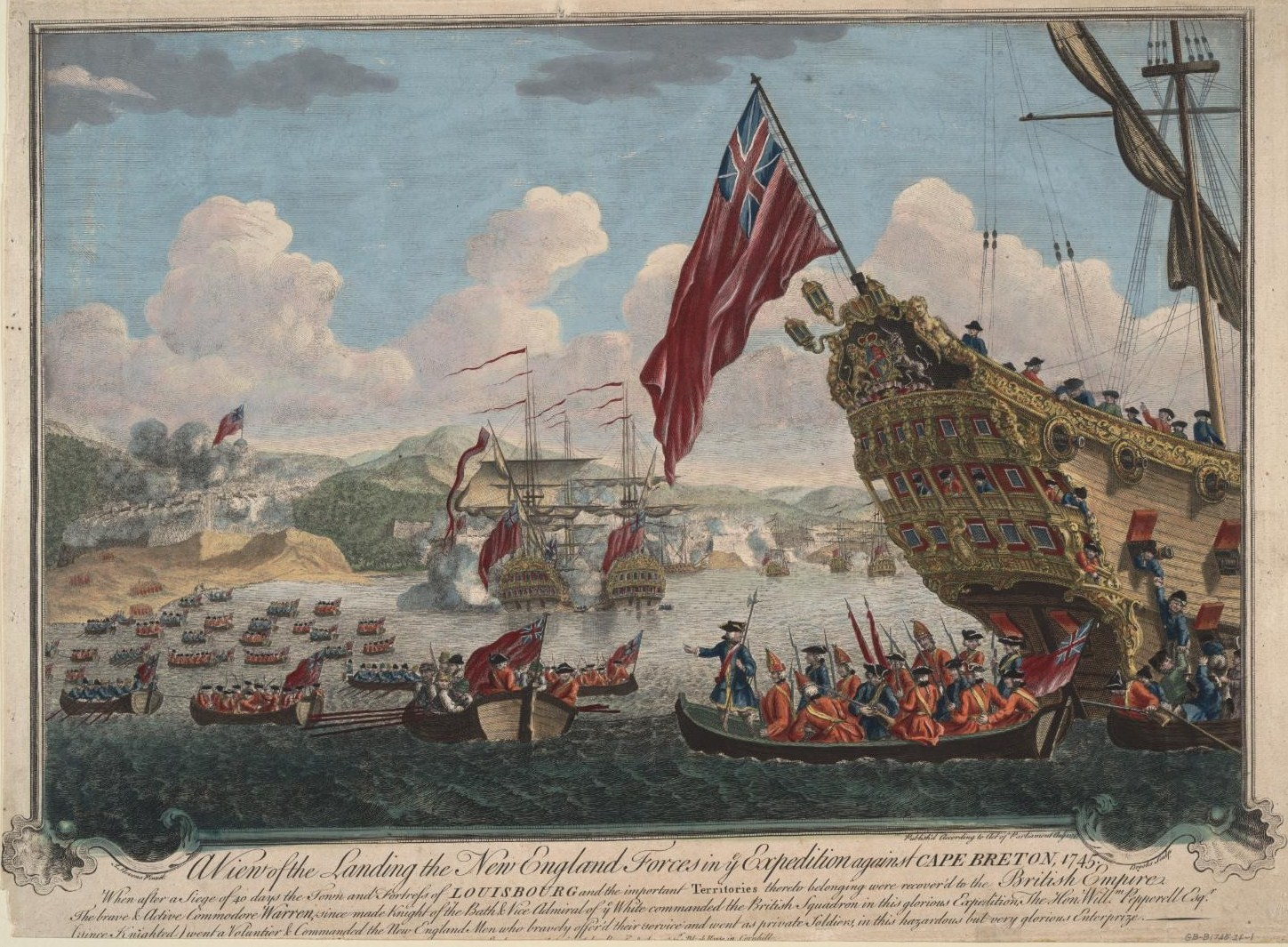
Высадка войск Новой Англии на острове Кейп-Бретон близ Луисбурга (рисунок 1747 г.)

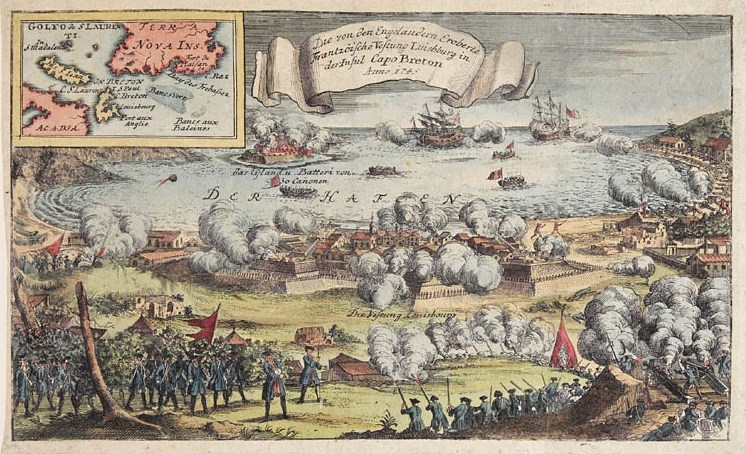
Осада Луисбурга

Осада Луисбурга (англ. Siege of Louisbourg; фр. Siège de Louisbourg) — эпизод в войне короля Георга, являющейся частью войны за Австрийское наследство в Северной Америке. Британские войска из Новой Англии при поддержке флота захватили столицу французской колонии Иль-Руаяль крепость Луисбург.

## Предыстория
Постройка французами крепости Луисбург вызвала огромное раздражение, граничащее с паникой, в среде английских колонистов. Луисбург был действительно прекрасно укреплённой крепостью, расположенной в стратегически важном месте, прикрывавшем один из проходов в залив св. Лаврентия. Также он обеспечивал доступ и безопасность французских рыбаков на Большой Ньюфаундлендской банке, в то время богатое рыбными запасами место. Одно из опасений англичан было связано с тем, что английские колонисты могут потерять доступ к рыбным ресурсам банки. Реальная информация о фортификациях крепости перемешивалась с выдумками, многие из англичан крайне преувеличивали укрепления крепости.
После начала войны короля Георга французы предприняли рейд из Луисбурга на английский рыбацкий порт Кансо, находящийся в 100 километрах от крепости. Порт и небольшой форт были полностью сожжены французами. Уничтожение порта значительно осложнило доступ англичан к Луисбургу и рыболовным ресурсам Ньюфаундленда.
К началу войны среди военного и гражданского населения Луисбурга сложилась напряжённая обстановка, связанная с плохим обеспечением. Плохие погодные условия помешали прибытию военных кораблей и закупщиков рыбы. После рейда на Кансо командующий обещал поделиться частью добычи с солдатами и населением, однако добыча была разделена между старшими офицерами и распродана. Данные обстоятельства вызвали бунт солдат в декабре 1744 года. Восстание удалось умиротворить выплатой жалования, но эти события отяготили моральную обстановку в крепости. Несмотря на сложную обстановку, губернатор не отправлял корреспонденцию с просьбой о помощи, опасаясь, что сообщение может быть перехвачено англичанами. В то же время информация о восстании и обстановке в крепости просочилась в Бостон.
Доставленные пленные из Кансо получили в форте свободу передвижения, некоторые из них воспользовались этим и хорошо изучили фортификацию крепости, размер и расположение гарнизона и вооружений. Вскоре свои знания они передали командованию, когда были отпущены из плена в Бостон. Вкупе с полученной информацией от торговцев англичане уже отчётливо, без всяких домыслов, представляли себе оборонительные сооружения крепости.

## Битва
В 1745 году губернатор провинции Массачусетс-Бэй принял решение о нападении на Луисбург. Губернатор Массачусетс-Бэй Уильям Ширли и губернатор Нью-Гэмпшира Беннинг Вентвут искали поддержку для нападения в других провинциях. Для операции Коннектикут предоставил 500 человек, Нью-Гэмпшир — 450, Род-Айленд предоставил военный корабль, Нью-Йорк — 10 орудий, Пенсильвания и Нью-Джерси предоставили финансовую помощь.
Войска возглавил Уильям Пепперелл, флотилией колонистов командовал капитан Эдвард Тинг. Губернатор Ширли отправил просьбу о помощи в проведении операции старшему помощнику базы Королевского Флота в Вест-Индии коммодору Питеру Уоррену. В случае морского столкновения французские военные корабли значительно превосходили бы суда колонистов. Питер Уоррен сначала отклонил просьбу, не имея прямого приказа из Лондона, но спустя несколько дней получил указания от Адмиралтейства о дальнейшей защите рыболовного промысла Новой Англии.
Экспедиция колонистов отправилась из Бостона в общей сложности на 90 малых судах с 4200 солдатами и моряками на борту. Экспедиция прибыла к Кансо, где встретилась с 16 кораблями коммодора Уоррена.
В конце марта британский флот начал блокировать подходы к Луисбургу. Весна 1745 года была поздняя, возле Луисбурга было большое количество льдин. Плохая погода и общая дезорганизация англичан привела к многочисленным задержкам в экспедиции. Однако действия британского флота нарушили действия рыболовного и торгового флотов у Луисбурга и в округе Иль-Руаяль.
С улучшением ледовой обстановки начались активные действия по блокированию крепости. 2 мая англичане осадили Порт Тулуза (совр. Сент-Питерс), также были разрушены несколько небольших прибрежных посёлков на пути от Кансо к Луисбургу. 11 мая морской десант прибыл из Кансо и высадился на острове Кейп-Бретон в 8 км к юго-западу от Луисбурга. Десант начал продвигаться к крепости. Орудия переместили на санях к холмам напротив западной стены крепости.
За исключением стычки с небольшим отрядом французов, основные силы высадившихся англичан не встретили сопротивления. Осаждённым не помог тот факт, что в Париже из донесений стало известно о намерении англичан напасть на Луисбург, но было решено не посылать дополнительные силы в крепость. Губернатор провинции не доверял своим солдатам после бунта и решил оставить их в крепости.
Защитники крепости отразили несколько атак англичан, нанеся им тяжёлые потери. Англичане в конечном счёте смогли выгодно расположить свои орудия и открыть эффективный огонь по крепости.
Французские войска, участвовавшие в осаде английского поселения Аннаполис, были отозваны для помощи осаждённым. Губернатор рассчитывал, что прибытие отряда из 500 французов и 700 индейцев заставит англичан отступить. Соотношение сил было не в пользу осаждённых, в осаде участвовало 4200 англичан против 1800 французов. Прибытие отряда могло повысить моральный дух войск, но передвигавшаяся вдоль берега подмога на небольших лодках была разбита наткнувшимся на них британским флотом. Спустя две недели, 28 июня 1745 года, губернатор принял решение о сдаче крепости. Всё время осады англичане эффективно использовали расположенные рядом с крепостью высоты, ведя с них интенсивный огонь по крепости.
Новости о взятии крепости достигли Бостона 3 июля, вся Новая Англия праздновала взятие могущественной французской крепости на Атлантике. Англичане захватили также ещё небольшой форт на острове принца Эдуарда.
Потери англичан в осаде были сравнительно небольшими (100 чел.), но последующая зимовка в крепости унесла около 900 жизней от болезней.

## Последствия
Несомненная ошибка губернатора, не вызвавшего помощь из Франции после мятежа, моральное состояние солдат, конфликт между ними и старшими офицерами привела к сдаче крепости. Действия французского губернатора во время мятежа и осады вызвали много вопросов и были причиной его отзыва во Францию. Обвинения были сняты благодаря заступничеству Франсуа Биго, гражданского администратора Луисбурга, который переложил большую часть вины за поражение на других. Губернатор уволился со службы в марте 1746 года.
Уильям Пепперрелл и Питер Уоррен были вознаграждены за их победу. Уоррен, в дополнение к получению прибыли от приза, был повышен до контр-адмирала. Пепперрелл получил от короля Георга II титул барона и звание полковника. Губернатор Ширли также получил звание полковника.
После захвата Луисбурга Франция и Великобритания стали снаряжать экспедиции в Северную Америку. В задачу французского флота входило возвращение крепости, но посланная экспедиция так и не смогла добраться до крепости из-за штормов, болезней и нападения британцев. Предложение губернаторов Ширли и Уоррена о последующей атаке на Квебек было рассмотрено правительством Великобритании положительно. Новый поход был назначен на следующий 1746 год, но по самым разным причинам, в том числе из-за отсутствия ветра, собранный флот не покидал Европы. Нападение на Квебек рассматривалось и в 1747 году, но также не состоялось.
После окончания войны и заключения Второго Аахенского мира Луисбург был возвращён Франции в обмен на захваченные Мадрас и исторические Нидерланды. Решение оставить Луисбург подвергалось жёсткой критике в политических кругах Лондона, но тем не менее крепость была возвращена.
В 1758 году, в ходе франко-индейской войны, Луисбург вновь был захвачен англичанами, после чего он больше не возвращался французам, поскольку Иль-Руаяль и большая часть Новой Франции были уступлены Великобритании в соответствии с Парижским мирным договором 1763 года.